# Юный Пионер
Юный Пионе́р — деревня в Барабинском районе Новосибирской области. Административный центр Межозерного сельсовета.

## География
Площадь деревни — 51 гектар

## История
Деревня основана в 1924 году.

## Население
| 2002 | 2007 | 2010 |
| ---- | ---- | ---- |
| 532  | ↗578 | ↘451 |

## Инфраструктура
В деревне по данным на 2006 год функционируют 1 учреждение здравоохранения, 1 образовательное учреждение.